# Anqi Sheng

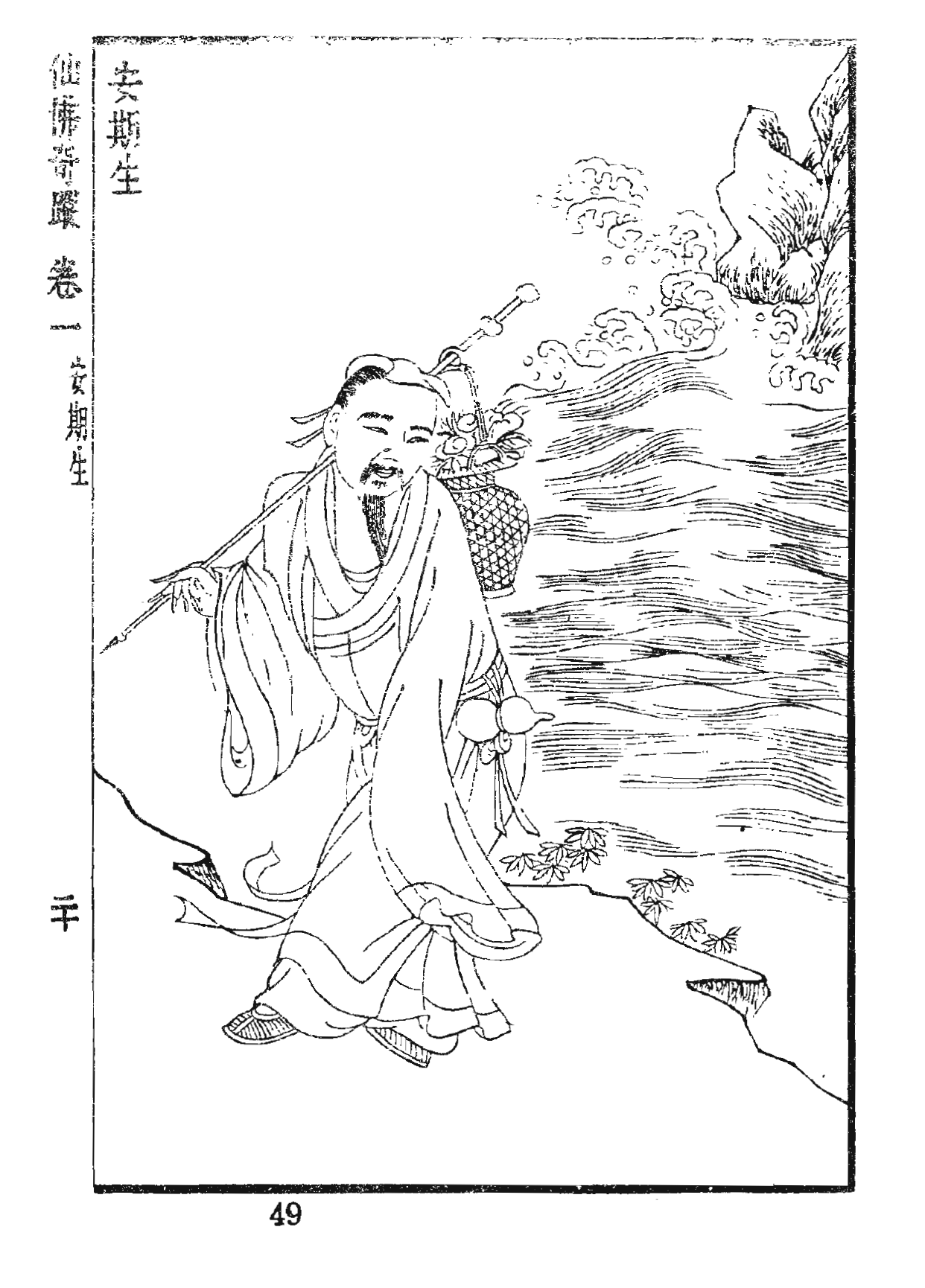
Anqi Sheng - ill. in

Anqi Sheng (zh. 安期生T, An-ch’i ShêngW) fu un "immortale" (zh. 仙人T, XiānP, 'HsienW, lett. "Immortalità/Trascendenza") e mago cinese che si dice avesse già più di 1.000 anni al tempo di Qin Shi Huang, il primo imperatore della Cina.
Secondo i miti taoisti, Anqi Sheng abitava sul Monte Penglai, una delle cinque dimore terrene degli spiriti/semidéi xian, il cui stato era dovuto al loro consumo dell'elisir di lunga vita, citate nel 列子S, Liè ZǐP, lett. "Libro del Vuoto Perfetto" di Lie Yukou (V-IV secolo a.C.), testo cardine del taoismo apparso nella sua forma definita nel II-III secolo. Sheng era un mago taoista capace di rendersi visibile o invisibile a suo piacimento. Secondo l'agiografia taoista del I secolo a.C. 列仙傳T, 列仙传S, Liè Xiān ZhuànP, lett. "Storie di esemplari Immortali", l'imperatore Qin Shi Huang (r. 221–210 a.C.) parlò con lui per tre giorni interi e tre notti e gli offrì giada e oro. Qin Shi Huang temeva la morte e spese gli ultimi anni della sua vita nell'infruttuosa ricerca dell'immortalità. Nel 219 a.C. inviò una spedizione guidata da Xu Fu nell'Oceano Pacifico per trovare Anqi ed il Monte Penglai e per mettere le mani sui frutti del 不死之樹T, Busi zhi shuP, lett. "Albero dell'immortalità" che avrebbero garantito all'imperatore l'immortalità/eterna giovinezza. Quando Xu Fu riferì che una creatura marina aveva bloccato il percorso della spedizione, Qin Shi Huang uscì personalmente con una balista a dardi multipli per vedere di persona il mostro: non lo trovò ma, in compenso, uccise un grosso pesce. Nel 210 a.C. Xu Fu continuò il suo viaggio. La leggenda dice che, invece del Monte Penglai, scoprì l'arcipelago giapponese, se ne proclamò re e non tornò dal suo pericoloso mecenate.
Le 史記T, ShǐjìP, lett. "Memorie storiche/di uno storico" di Sima Tan e Sima Qian (145–86 a.C.) affermano che il fangshi (zh. 方士S, FāngshìP, lett. "Gentiluomini che possiedono ricette magiche o Maestri dei metodi") Li Shaojun visitò Anqi Sheng durante i suoi viaggi. Non c'è traccia, tuttavia, del luogo in cui si incontrarono o dello stesso Monte Penglai. Proprio Li Shaojun avrebbe poi convinto, nel 130 a.C., l'imperatore Han Wudi (r. 156–87 a.C.), ossessionato dalla ricerca dell'immortalità come Qin Shin Huang, ad inviare l'ennesima infruttuosa spedizione alla ricerca di Anqi e del Penglai.
Anqi occupa un posto importante nelle scuole Taiqing e Shangqing (zh. 上清T, lett. "Suprema Chiarezza/Purezza") del taoismo. Le agiografie del trascendente taoista Maming Sheng lo vogliono appunto discepolo di Anqi Sheng, dal quale ricevette i segreti dell'alchimia cinese waidan (zh. 外丹T, Wài DānP, lett. "Elisir/Alchimia esterno") con i quali poté ottenere l'elisir di lunga vita.